# Balast (żeglarstwo)

Schematycznie przedstawiona budowa kadłuba jachtu balastowego z balastem zintegrowanym (a), balastem bryłowym (b) oraz balastem płetwowym (c)

Balast – masa umieszczona możliwie najniżej kadłuba jednostki pływającej, która ma na celu  obniżenie jej środka ciężkości, a w rezultacie zwiększenie jej stateczności poprzecznej. Jachty wyposażone w balast nazywa się balastowymi.
Balast stosowany w jednostkach pływających stanowi ok. 25-50% ich wyporności. Wytwarzany jest z ołowiu, żeliwa, żelbetu, piasku oraz innych ciężkich materiałów. Kształt, technologia wytwarzania i sposób mocowania balastu zależy od wielkości oraz przeznaczenia jednostki. W ogólności można wyróżnić balast integralny, płetwowy oraz bryłowy.
Historycznie jako pierwsze balast stanowiły ciężkie przedmioty ułożone na dnie zęzy wewnątrz kadłuba. Był to tzw. wewnętrzny balast ruchomy. Wykorzystywano sztaby żelaza, żeliwa czy ołowiu lub kawałki surówki hutniczej. Mimo podjętej około 1800 r. próby przytwierdzenia obciążenia od zewnątrz, balast wewnętrzny był stosowany do końca XIX wieku. Wadą tego rozwiązania była możliwość przemieszczenia się ciężaru podczas przechyłu. W 1876 r. w Nowym Jorku doszło do wypadku, w wyniku którego zatonął szkuner Mohawk. Stojący przy nabrzeżu statek przechylił się na burtę w wyniku silnego podmuchu wiatru. Gwałtowne przemieszczenie się balastu wewnętrznego spowodowało zatonięcie jednostki i śmierć sześciu członków załogi. Podobny wypadek powtórzył się w 1883 r., co zmusiło konstruktorów do podjęcia próby mocowania balastu od zewnątrz.
W 1890 r. po raz pierwszy zastosowano balast łączony ze stępką przy pomocy falszkilu na jachcie Gloriana zaprojektowanym przez Nathaniela Herreshoffa. Powstała konstrukcja zdominowała kierunek rozwoju na kolejne lata. Kolejnym impulsem zmuszającym konstruktorów do modyfikacji kształtu podwodnej części kadłuba było powstanie regatowych formuł pomiarowych. W latach 30. XX wieku zmodyfikowano dotychczasową bryłę o podwyższenie burty, zmniejszenie nawisu dziobowego i rufowego oraz wyższe zamocowanie balastu. W podobnym czasie powstała forma tzw. motorsailera (jachtu motorowo-żaglowego) np. Salar 40, czy produkowana do dzisiaj seria Fisher.
Przełom w konstrukcji kadłubów nastąpił z użyciem kompozytu jako materiału poszycia. W 1979 r. Lloyd wprowadził technologię Ballast-Pak, polegającą na wypełnieniu odpowiednio przygotowanych przestrzeni wewnątrz kadłuba mieszaniną żywicy oraz ołowianego śrutu. Laminatowe jachty dały możliwość nowego spojrzenia na usytuowanie balastu na jednostce żaglowej.

## Zewnętrzny balast integralny
Balast integralny charakteryzuje się płynnym przejściem kształtu kadłuba w bryłę balastową. Przestrzeń pomiędzy nimi wypełniona jest przez tzw. martwe drewno lub przez falszkil. Balast mocowany jest przy pomocy szpilek balastowych przechodzący na wylot lub sworzni bocznych dokręcanymi przez tzw. okna. Dobór śrub jest niezwykle istotny, gdyż ewentualna utrata balastu podczas żeglugi może prowadzić do wywrotki jednostki. Przy każdorazowym wejściu jachtu na mieliznę bądź uderzeniu o przeszkodę, należy sprawdzać stan sworzni.

## Balast płetwowy
Pierwszym konstruktorem, który zastosował balast płetwowy był James Herreshoff. Zaprojektował on wyprofilowaną płetwę balastową (finkil), mającą za zadanie zarówno wytwarzanie oporu bocznego, jak i obniżanie środka ciężkości. Rozwiązanie to używane było już w 1895 r., natomiast większą popularność zyskało dopiero w połowie XX wieku. Przykładem zastosowania finkillu jest klasa R-5,5. Najefektywniejszym hydrodynamicznie kształtem okazał się profil laminarny NACA (National Advisory Committee for Aeronautics) zaczerpnięty z konstrukcji skrzydła samolotu. Krawędź spływu płetwy balastowej często wyposażona jest w trymer.

## Balast bryłowy
Alternatywnym rozwiązaniem jest wyodrębnienie balastu z obrysu kadłuba jako bryły. W 1891 r. na jachcie Wenonah konstrukcji Herreshoffa zastosowano tzw. bulbkil. Znaczna redukcja powierzchni płetwy balastowej spowodowała spadek oporu wynikającego z lepkości wody, a więc i lepsze osiągi jednostek. Jachty tej konstrukcji nazywano żartobliwie „rykoszetującymi półmiskami” (skimming dishes) ze względu na kształt kadłuba. Tak zaprojektowane jednostki sprawdzały się jedynie w regatach krótkodystansowych ze względu na zalewanie pokładu wodą i sztywne zachowanie się jachtu na fali. Z tego powodu balast bryłowy okazał się mało praktycznym rozwiązaniem dla dużych, oceanicznych jednostek. Stosuje się go z powodzeniem np. w olimpijskiej klasie Star. Obecnie cały czas pracuje się nad coraz doskonalszymi kształtami bulbkilu wprowadzając na przykład tzw. winglety (małe stateczniki poprawiające skuteczność bulbkilu) oraz trymery pozwalające na odchylenie strumienia wody opływającej płetwę balastową w pożądanym kierunku, co zapewnia większą sterowność jednostki. W 1968 r. została opatentowana przez polskiego konstruktora M. Plucińskiego płetwa kompensacyjna, mająca na celu zmniejszenie dryfu jednostki. W nowoczesnych jednostkach żaglowych spotkać można ruchomy balast bryłowy wyposażony właśnie w taką, prostopadłą do płetwy balastowej, płytę. Możliwość zmiany kąta wychylenia balastu względem płaszczyzny symetrii kadłuba wraz z zastosowaniem płyty kompensacyjnej poprawia sprawność hydrodynamiczną (zmniejsza opór indukowany).
Spotyka się również wodną instalację balastową, której zadaniem jest wypełnianie wodą specjalnych komór na burcie nawietrznej, co pełni rolę balastu.